# 英克斯特 (北达科他州)
英克斯特（英語：Inkster），是美国北达科他州下属的一座城市。根据2010年美国人口普查，该市有人口50人。